# Аромат дыни в Самарканде
«Аромат дыни в Самарканде» (uzb.Samarqandda qovun tarovati) — киноповесть узбекского режиссёра Али Хамраева. Картина снята киностудией «Ёшлик» совместно с администрацией Самаркандской области по заказу Агентства кинематографии Узбекистана.

## О фильме
Фильм снимался на улицах Самарканда, в том числе у мавзолея Амира Темура, мечети Биби-ханум, ансамбля Регистан. По словам Али Хамраева, создатели картины долгое время не могли определиться, какого жанра получился фильм. Выбирали между лирической комедией, драмой и киноповестью. Остановились на киноповести. Работа над картиной заняла 39 дней. В качестве оператора был приглашен Рифкат Ибрагимов, который работал с Хамраевым ещё над фильмом «Невеста из Вуадиля» в 1984 году, а на одну из ролей — ташкентский архитектор Серго Сутягин.
До премьеры картины не дожили исполнители главных ролей Мухаммад Рафиков и Серго Сутягин, персонажа которого в итоге озвучил Сергей Шакуров.
Премьера картины состоялась 2 октября 2021 года в Ташкенте на XIII Ташкентском международном кинофестивале «Жемчужина Шелкового пути». Премьера фильма в РФ состоялась в кинозале Третьяковской галереи в Москве в июле 2022 года в рамках творческой встречи Али Хамраева.

## Сюжет
Фильм повествует о жизни обычных жителей махаллей Самарканда. В частности, пожилого учителя Аскар-ота, который передвигается по городу на велосипеде и дает частные уроки, а ещё отправляет заработанные деньги кому-то в Россию. Герой общается с соседями по, ходит по рынкам, посещает памятники архитектуры. Режиссёр детально передает не только дух города, но и атмосферу жизни в период пандемии COVID-19. В картине не акцентируется внимание на аутентичности, что, тем не менее, не снижает интереса к городу и горожанах, а выпячивает контрасты сочетания атмосферы города с двухтысячелетней историй с современными реалиями. Лейтмотивом всего фильма стала песня фолк-исполнительницы из Узбекистана Севары Назархан, а также самаркандские лепешки и дыни, которые несколько раз изображаются режиссёром в качестве символа города. Авторы постарались показать национальное разнообразие города, то, как в одной махалле могут гармонично сосуществовать узбеки, таджики, русские, евреи, цыгане и люди многих других национальностей.

## Награды
В ноябре 2022 года Али Хамраев за фильм «Аромат дыни в Самарканде» стал лауреатом премии на V кинофестивале FELIX в Милане.